# Michał Pietrzak
Michał Pietrzak (* 3. April 1989 in Łęczyca) ist ein ehemaliger polnischer Sprinter und Hürdenläufer, der sich auf die 400-Meter-Distanz spezialisiert hat und insbesondere mit der polnischen 4-mal-400-Meter-Staffel Erfolge feierte.

## Sportliche Laufbahn
Erste internationale Erfahrungen sammelte Michał Pietrzak im Jahr 2008, als er bei den Juniorenweltmeisterschaften im heimischen Bydgoszcz im 400-Meter-Hürdenlauf mit 52,22 s im Halbfinale ausschied und mit der polnischen 4-mal-400-Meter-Staffel in 3:08,65 min den fünften Platz belegte. Im Jahr darauf siegte er bei den U23-Europameisterschaften in Kaunas in 3:03,74 min mit der Staffel und 2011 schied er bei den U23-Europameisterschaften in Ostrava mit 51,76 s im Halbfinale über die Hürden aus und gewann mit der Staffel in 3:03,62 min die Silbermedaille hinter dem Team aus dem Vereinigten Königreich. 2012 kam er bei den Europameisterschaften in Helsinki im Staffelbewerb im Vorlauf zum Einsatz und verhalf dem Team zum Finaleinzug. Anschließend startete er bei den Olympischen Spielen in London und schied dort mit 3:02,86 min im Vorlauf aus.
2013 wurde er bei den Halleneuropameisterschaften in Göteborg mit der Staffel disqualifiziert und im Jahr darauf belegte er bei den Hallenweltmeisterschaften in Sopot in 3:04,39 min den vierten Platz. Im August kam er bei den Europameisterschaften in Zürich im Vorlauf zum Einsatz und trug damit zum Gewinn der Silbermedaille bei. Bei den IAAF World Relays 2015 auf den Bahamas siegte er in 3:03,23 min im B-Finale und gewann anschließend bei der Sommer-Universiade im südkoreanischen Gwangju in 3:07,77 min die Bronzemedaille hinter den Teams aus der Dominikanischen Republik und Japan. Schließlich startete er mit der Staffel bei den Weltmeisterschaften in Peking und verpasste dort mit 3:00,72 min den Finaleinzug. Im Jahr darauf kam er bei den Europameisterschaften in Amsterdam erneut nur im Vorlauf der Staffel zum Einsatz, die später erneut die Silbermedaille gewann. Daraufhin nahm er erneut an den Olympischen Spielen in Rio de Janeiro teil und klassierte sich dort mit 3:00,50 min im Finale auf dem siebten Platz. 2017 kam er bei den Studentenweltspielen in Taipeh im Vorlauf nicht ins Ziel und im Jahr darauf beendete er dann in Kutno seine aktive sportliche Karriere im Alter von 29 Jahren.

## Persönliche Bestzeiten
- 400 Meter: 45,96 s, 24. Juni 2016 in Bydgoszcz
  - 400 Meter (Halle): 47,26 s, 15. Februar 2014 in Spała
- 400 m Hürden: 50,84 s, 22. Juni 2013 in Gateshead